# Tianjin Chow Tai Fook Binhai Center
Tianjin Chow Tai Fook Binhai Center bezeichnet einen Wolkenkratzer in der chinesischen Stadt Tianjin. Das von dem US-amerikanischen Architekturbüro Skidmore, Owings and Merrill entworfene Gebäude gehört nach seiner Fertigstellung 2019 zu den höchsten der Welt.

## Beschreibung
Die Bauarbeiten des im Jahr 2011 vorgestellten Projekts wurden im Frühjahr 2013 begonnen und 2019 abgeschlossen. Der Wolkenkratzer erreicht eine Höhe von 530 Metern, womit er zu den höchsten der Welt gehört. Innerhalb der Stadt wird jedoch das ursprünglich für das Jahr 2015 terminierte im Bau befindliche Goldin Finance 117 mit 597 Metern etwas höher sein. Dieses hat zwar 2015 bereits seine Endhöhe erreicht, befindet sich aber seitdem im Baustopp (Stand 2023). Architektonisch zeichnet sich das Bauwerk durch eine schlanke Gestalt aus, während es sich nach oben leicht verjüngt. Die letzte der 97 Etagen liegt in 452 Metern Höhe, worüber ein fast 80 Meter hoher Glasaufbau zur Endhöhe folgt. Da sich in der unmittelbaren Umgebung nur niedrigere Hochhäuser befinden, nimmt das Tianjin Chow Tai Fook Binhai Center eine dominante Position der Skyline ein. Das Gebäude soll für mehrere Zwecke genutzt werden: Im unteren Bereich war die Einrichtung von Büroräumen geplant, während in der Mitte ein Hotel mit 350 Suiten vorgesehen war. Im oberen Part sollen luxuriöse Wohnappartments, 300 an der Zahl, entstehen. Die gesamte Nutzfläche umfasst mehr als 250.000 Quadratmeter.
Das Gebäude ist nicht zu verwechseln mit dem in Guangzhou befindlichen Chow Tai Fook Center, der ebenfalls 530 Meter hoch ist.